# Hyposoter taihorinensis
Hyposoter taihorinensis là một loài tò vò trong họ Ichneumonidae.